# ابو دالی، حماة
ابو دالی (به عربی: أبو دالی) یک روستا در سوریه است که در ناحیه عقیربات واقع شده‌است. ابو دالی ۲۸۸ نفر جمعیت دارد.